# Rodrigue Beaubois
Rodrigue Gabriel „Roddy“ Beaubois (* 24. Februar 1988 in Pointe-à-Pitre) ist ein französischer Basketballspieler. Er ist 188 cm groß und wird meist als Shooting Guard eingesetzt.

## Karriere
Der von der französischen Überseeinsel Guadeloupe stammende Beaubois spielte bis 2005 für die Mannschaft New Star in Pointe-à-Pitre, 2005 wechselte er in den Nachwuchsbereich von Cholet Basket. In der Saison 2006/07 wurde er erstmals in der ersten Liga Frankreichs, der Ligue Nationale de Basket, eingesetzt.
Nach einer guten Saison 2008/09 mit Cholet, in der er im Durchschnitt 10 Punkte, 2,5 Rebounds und 2,3 Korbvorlagen je Begegnung erzielte, wurde er im NBA-Draft 2009 an 25. Stelle von den Oklahoma City Thunder ausgewählt. Er wurde kurz darauf gegen Byron Mullens und einen zukünftigen Zweitrunden-Pick an die Dallas Mavericks abgegeben.

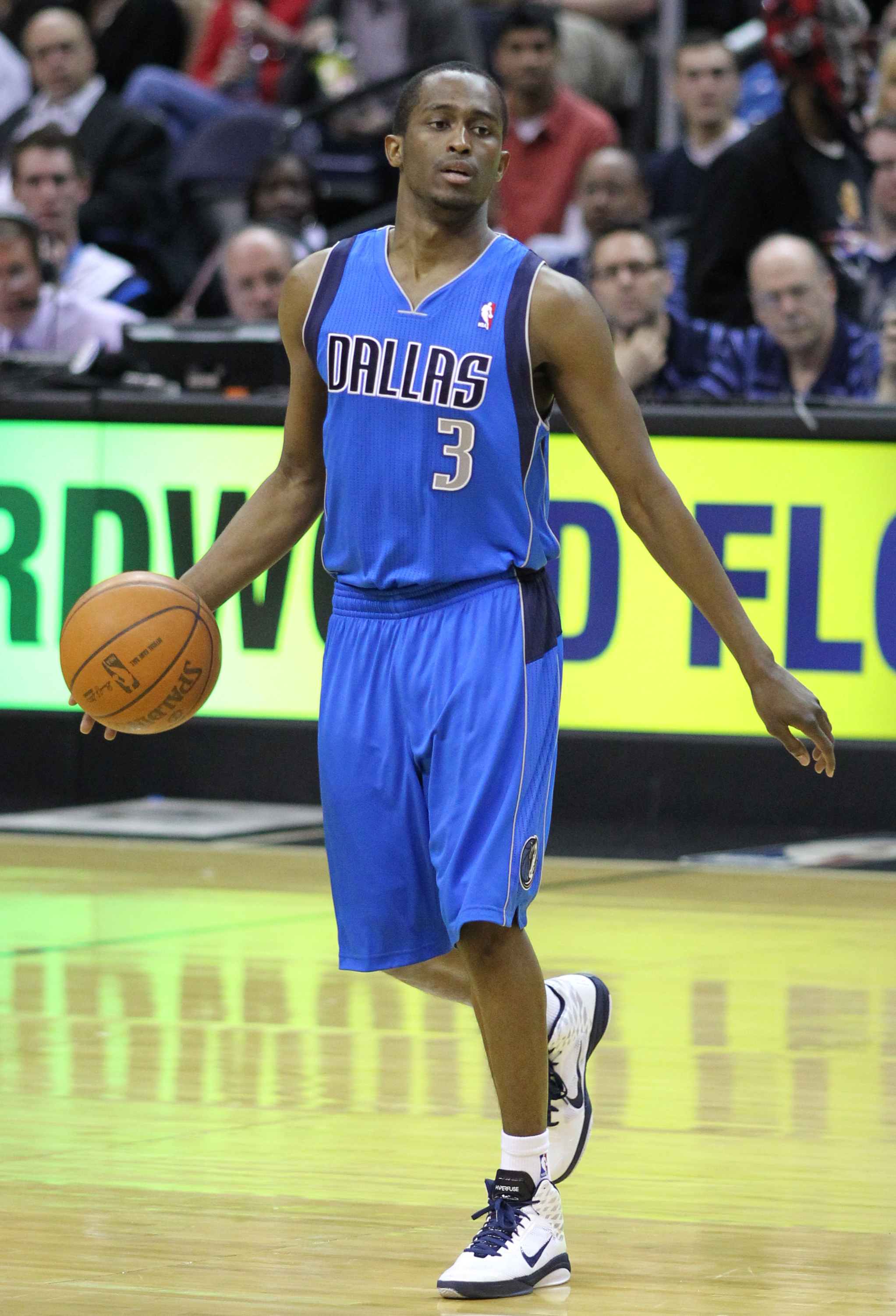
Beaubois im Trikot der Dallas Mavericks (2011)

Während seiner ersten NBA-Saison konnte Beaubois sich gleich als wichtiger Baustein der Texaner etablieren und wurde im März 2010 J. J. Barea als erster Ersatzmann für Jason Kidd vorgezogen. Am 28. März erzielte er im Spiel gegen die Golden State Warriors seine NBA-Karrierebestleistung von 40 Punkten und 8 Rebounds. Mit den Mavericks gewann Beaubois 2011 die NBA-Meisterschaft, wenngleich er den größten Teil der Saison auf der Bank saß. Nach der Saison 2012/13 erhielt Beaubois keinen neuen Vertrag in der NBA.
Er unterschrieb am 26. März 2014 beim belgischen Erstligisten Spirou BC Charleroi. Zur Saison 2014/15 wechselte Beaubois zu Le Mans Sarthe Basket nach Frankreich zurück. Im Sommer 2015 wechselte er zum Ligakonkurrenten Strasbourg IG. Mit den Straßburgern wurde er französischer Vizemeister. Mit guten Leistungen in Straßburg und 16,2 Punkten pro Ligaspiel empfahl er sich für Aufgaben in den besten europäischen Spielklassen. Von 2016 bis 2018 stand er in Spanien bei Saski Baskonia in Vitoria-Gasteiz unter Vertrag. Der Franzose erzielte in der spanischen Meisterschaft 2016/17 im Schnitt 10,9 und 2017/18 im Schnitt 11,4 Punkte für die Mannschaft. 2018 stand Beaubois mit Vitoria in der Endspielserie um die spanische Meisterschaft, dort unterlag man jedoch. 2018 wechselte er zu Anadolu Efes SK in die Türkei. In der 2018/19 erreichte er mit der Mannschaft das Endspiel der EuroLeague, verlor dieses aber. In der türkischen Meisterschaft gewann er 2019 den Titel. 2021 errang er mit Anadolu Efes SK den Sieg in der EuroLeague und wieder den türkischen Meistertitel. Im Mai 2022 gelang dem Franzosen mit Istanbul die Verteidigung des EuroLeague-Sieges. 2023 gewann man erneut die türkische Meisterschaft.

### Nationalmannschaft
Er stand vor großen Turnieren, darunter die Weltmeisterschaft 2010 und die Olympischen Sommerspiele 2012, mehrfach im erweiterten Aufgebot der französischen Nationalmannschaft, verpasste die Teilnahme jedoch aus Verletzungsgründen beziehungsweise, weil er keine Freigabe der Dallas Mavericks erhielt.